# Gypsophila huashanensis
Gypsophila huashanensis là loài thực vật có hoa thuộc họ Cẩm chướng. Loài này được Y.W.Tsui & D.Q.Lu mô tả khoa học đầu tiên năm 1993.